# M6 (álbum)
M6 es un disco del grupo británico Mike and the Mechanics. Fue publicado en 1999. Su nombre hace referencia al hecho de ser el quinto álbum en estudio del grupo.

## Lista de canciones
1. «Whenever I Stop» - 3:42
2. «Now That You've Gone» - 4:50
3. «Ordinary Girl» - 3:53
4. «All The Light I Need» - 4:40
5. «What Will You Do» - 3:16
6. «My Little Island» - 4:07
7. «Open Up» - 4:06
8. «When I Get Over You» - 4:13
9. «If Only» - 4:45
10. «Asking (For The Last Time)» - 4:20
11. «Always Listen To Your Heart» - 4:20
12. «Did You See Me Coming» - 4:10
13. «Look Across at Dreamland» - 4:16